# Montescudo
Montescudo är en ort och frazione i kommunen Montescudo-Monte Colombo i provinsen Rimini i regionen Emilia-Romagna i Italien. 
Montescudo upphörde som kommun den 1 januari 2019 och bildade med den tidigare kommunen Monte Colombo den nya kommunen Montescudo-Monte Colombo. Den tidigare kommunen hade 3 457 invånare (2015).